# Савойя, Джанкарло
Джанкарло Савойя (итал. Giancarlo Savoia; родился 28 февраля 1944 года, Буссоленго) — итальянский футболист, выступающий на позиции защитника.

## Клубная карьера
Защитник, используемый в роли защитника-либеро в «Вероне», сумел зарекомендовать себя в первой команде, после непродолжительного аренды в «Пистойезе». С «Ла-Скалой» он сыграл девять ведущих сезонов, из которых семь в Серии B, а после выхода в высшую лигу страны, Серию А, в сезоне 1967/68, провел еще два сезона.
В 1970 году он перебрался в «Аталанту», где в первом сезоне (сыграв 37 матчей из 38) вышел в серию А после серии плей-офф с «Катандзаро» и «Бари». Проведя в «Аталанте» еще два сезона, в 1972 году, отыграв сезон 1972/73, в котором «Аталанта» вылетела из элитного дивизиона, Савойя покинул клуб.